# Струсіно
Струсіно (пол. Strusino) — село в Польщі, у гміні Бельськ Плоцького повіту Мазовецького воєводства.
Населення — 19 осіб (2011).
У 1975-1998 роках село належало до Плоцького воєводства.

## Демографія
Демографічна структура станом на 31 березня 2011 року:
|          | Загалом | Допрацездатний вік | Працездатний вік | Постпрацездатний вік |
| -------- | ------- | ------------------ | ---------------- | -------------------- |
| Чоловіки | 8       | 1                  | 7                | 0                    |
| Жінки    | 11      | 1                  | 8                | 2                    |
| Разом    | 19      | 2                  | 15               | 2                    |